# Xã Bloom, Quận Ford, Kansas
Xã Bloom (tiếng Anh: Bloom Township) là một xã thuộc quận Ford, tiểu bang Kansas, Hoa Kỳ. Năm 2010, dân số của xã này là 116 người.